# 007: Desde Rusia con amor
007: Desde Rusia con amor. (007: From Russia with Love) es un videojuego protagonizado por James Bond y que pertenece a esa saga de novelas y películas, fue desarrollado EA Redwood Shores y distribuido por Electronic Arts basado en la novela homónima de Ian Fleming de 1957 y en la película desarrollada por Eon Productions en 1963. El videojuego no se desarrolla como es vista en la novela ni en la película, la trama sufre una ligera modificación, esto, para agregar una línea de sucesión de más acción en el videojuego, alterando brevemente la historia y la sucesión de los hechos. Además, el juego toma características de otras películas/novelas de la saga, por ejemplo el cohete propulsor de Thunderball y el Aston Martin DB5 que aperecería, en Goldfinger.
007: Desde Rusia con amor es el único videojuego que cuenta con la apariencia y voz de Sean Connery interpretando a James Bond.

## Sinopsis
Al agente con rango 00 le es asignada la misión de sacar de Turquía a la agente rusa Tatiana Romanova la cual puede hacerse con un decodificador llamado Lektor. Bond llega a Turquía para hacerse con el aparato, proteger y sacar a Romanova del país, pero lo que no se imagina el servicio británico ni el propio Bond es que tal plan no es más una trampa planeada por el servicio conspirador de OCTOPUS, quienes planean vengarse del MI6 y del agente por la muerte del Dr. Julius No quien es asesinado por Bond en la película Dr. No.

## Trama del Juego
El teaser del juego comienza en la ciudad de Londres cuando Bond debe proteger a la hija del primer ministro Británico, Elizabeth Stark, la cual es raptada por un comando armado de la conspiración OCTOPUS. Por fortuna, Bond está encargado de proteger a la chica y fácilmente puede rescatarla.
Después del rescate de Stark, Bond debe recuperar unos documentos perdidos en una instalación de OCTOPUS, pero al finalizar la infiltración, al igual que en el film, Bond es asesinado por Donald "Red" Grant, un asesino profesional de OCTOPUS... pero no se trata más de un agente de la conspiración disfrazado como Bond, atendiendo al entrenamiento de Grant.
La misión siguiente sitúa a Bond en Turquía, donde se encuentra con un compatriota llamado Kerim Bey, el cual le ayudará en el resto de la trama. Después de un confrontamiento en la Estación T, ambos agentes descubren que un agente llamado Krilencu planea atacar a unos aliados de Kerim Bey. Enseguida se disponen a ayudar a estos, pero durante el confrontamiento Krilencu está a punto de matar a Bond, pero Grant, el asesino encargado por OCTOPUS, le salva la vida disparándole a Krilencu. Esto con el fin de que el agente británico saque el Lektor y con ayuda de Romanova lo consigan la organización OCTOPUS.
Enseguida, en la trama, los agentes de Kerim Bey detonan una bomba en el consulado Ruso, esto con el fin de crear una distracción para poder sacar el decodificador. Desde allí se dirigen a una estación de tren, donde arrivarán al Orient Express.
En la estación, Red Grant les espera, ya que ha reemplazado a una agente de Kerim Bey. Dentro ya del Orient, mata a Kerim Bey y se reúne con Bond. Después de una pelea Bond está a punto de aniquilar a Red, pero con ayuda de uno de sus soldados, logra escapar, pero además se ha hecho con el Lektor. Después se dirigirá a un escondite, acompañado de uno de sus esbirros, la agente de OCTOPUS Eva Adora. Bond, después de escapar del tren se enfrenta a Grant asesinándole, cuando le dispara y este cae a las vías del tren, donde supuestamente es aplastado. Bond sigue a Adora hasta una fábrica rusa, donde ella se ha escondido, pero después de un confrontamiento con soldados de la agente, Bond recupera el Lektor. Después de que la agente trata de escapar, después ella morirá cuando trate de salir de la fábrica en un avión-caza.
Bond se reúne con Romanova y juntos arriban un bote para escapar a Inglaterra, pero los hombres de OCTOPUS les siguen las pista, pero en una jugada hábil, Bond los elimina y escapa a Venecia. En la estancia en Venecia, la agente Rosa Klebb lo trata de eliminar portando un veneno en su zapato, pero Bond logra matarla con ayuda de Romanova.
Las siguientes misiones sitúan a Bond en la base de OCTOPUS, donde la organización criminal tiene un arma nuclear robada, y planean detonarla si no les pagan US$100'000,000. Infiltrado en la base, matará finalmente a Adora, quien muere tratando de escapar en un avión, pero también se encontrará con quien ya se creía muerto, el asesino Red Grant. Después de una larga batalla, Bond logra hacer que éste esté a su alcance para matarlo por fin, Grant le cuestiona de si lo matará a sangre fría, esto con el fin de distraerlo y matarlo, pero en movimiento Bond descubre sus intenciones y lo mata finalmente, no sin antes recordarle que es una venganza personal por su amigo Kerim Bey.

## Misiones
- Londres
- Hedgemaze
- Estambul Pt. 1
- Estación T
- Estambul Pt. 2
- Subterráneo
- Campamento Gitano
- Galería de Tiro
- Consulado
- Estambul Pt. 3
- Tren
- Fábrica
- Frontera
- Base de OCTOPUS

### Misiones Extras
Desbloqueables al tener cierta cantidad de premios.
- Túneles (después de la Estación T)
- Ruinas (después de Estambul Pt. 2)
- Plaza (después del Tren)
- Aeropuerto (después de la Base de OCTOPUS)

## Personajes

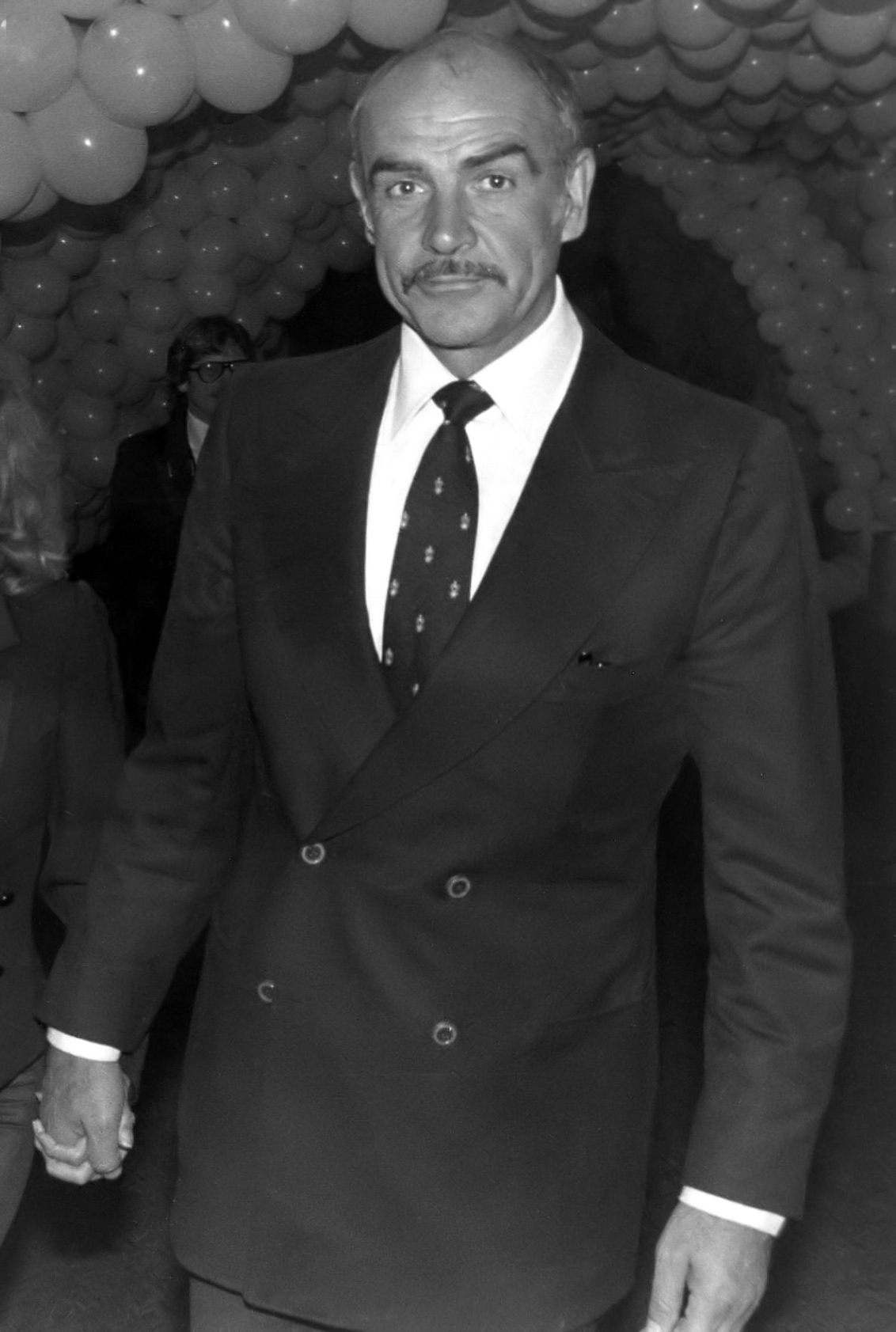
Sean Connery (en 1980) da la voz y apariencia a James Bond en Desde Rusia con amor.

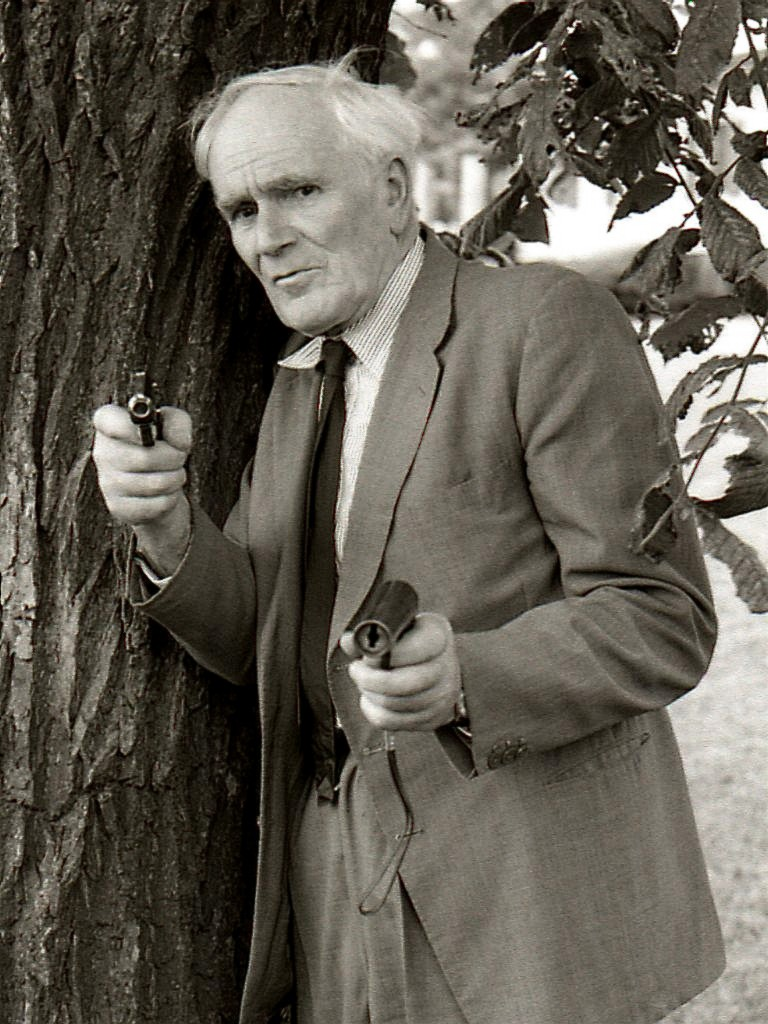
Desmond Llewelyn es Q.

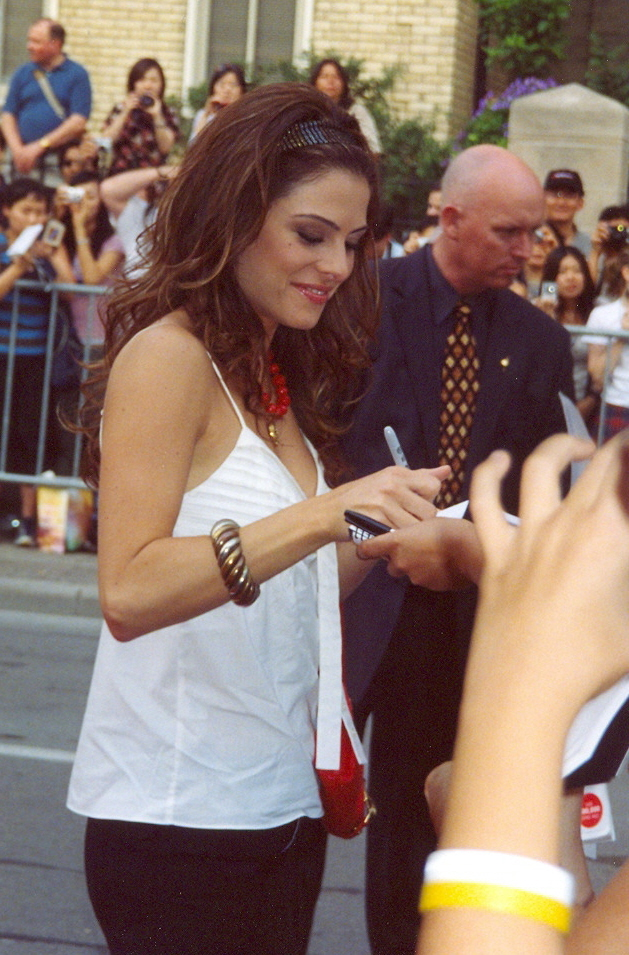
Maria Menounos es Eva Adara.

| Personaje        | Caracterización     | Voz                 |
| ---------------- | ------------------- | ------------------- |
| James Bond       | Sean Connery        | Sean Connery        |
| M                | Bernard Lee         | Peter Renaday       |
| Miss Moneypenny  | Lois Maxwell        | Karly Rothenberg    |
| Q                | Desmond Llewelyn    | Phil Proctor        |
| Tatiana Romanova | Daniela Bianchi     | Kari Wahlgren       |
| Rosa Klebb       | Lotte Lenya         | Karly Rothenberg    |
| Red Grant        | Robert Shaw         | Brian McCole        |
| Kerim Bey        | Pedro Armendáriz    | JB Blanc            |
| Elizabeth Stark  | Natasha Bedingfield | Natasha Bedingfield |
| Eva Adara        | Maria Menounos      | Maria Menounos      |

## Armas
Pistolas
- Walther PPK
- Wright Magnum
- Serum gun
- Golden gun (multiplayer solamente)
- Platinum gun (multiplayer solamente)

Automáticas
- Kronen SMG (MP40)
- Rifle de Asalto(AK 47)

Explosivos
- Granada
- Bazooka

Otras
- Escopeta Bosch
- Rifle de Francotirador
- Armor piercing rifle
- Radioactive gun (multiplayer solamente)
- Minigun (enemigos solamente)

Gadgets
- Q-Armor
- Laser watch
- Rappel belt
- Q-copter
- Sonic cufflinks
- Briefcase turret

## Curiosidades
- Se agregaron dos nuevos personajes no incluidos ni la película ni en la novela, Elizabeth Stark y Eva Adara, interpretadas por Natasha Bedingfield y Maria Menounos respectivamente.

- El motor gráfico utilizado para el juego es el mismo que se utilizó en el juego Everything or Nothing, por lo tanto el aspecto visual del juego es casi idéntico.

- Igual que como sucede en Nightfire, el juego contiene una secuencia inicial, igual que en las películas, el cual es llamado teaser, por lo general, en esta secuencia Bond se infiltra de inmediato en la acción, después de esta secuencia, se presenta un tema musical y los menús de inicio.

- El reemplazo del nombre de SPECTRE a OCTOPUS también se hizo en el juego GoldenEye: Rogue Agent, donde además llevaban nombres como Número 1 en vez de Ernst Stavro Blofeld.

- Durante una de las misiones, en el cuartel del MI6, dos científicos conversan sobre la posibilidad de que en el futuro (recordemos que le juego se desarrolla en 1963) los ordenadores sean pequeños y quepan en los escritorios, lo que califican de ridículo.

- En el videojuego, se utilizan armas y gadgets que no serán utilizados hasta en las películas posteriores, como el jet-pack de Thunderball y el Aston Martin DB5 de Goldfinger.

- Este juego es el último desarrollado exclusivamente por EA Games, ya que ha cedido los derechos a Activision.